# 南丁文学奖
南丁文学奖由河南省文学院等发起，以前河南省文联主席南丁的名字命名，用以表彰最近一年中创作出优秀文学作品的在豫或豫籍作家。

## 第一届
2018年颁发
- 获奖：周大新《天黑得很慢》
- 提名：梁鸿《梁光正的光》、刘震云《吃瓜时代的儿女们》、张鲜明《寐语》、冯杰《午夜异语》、刘庆邦《我就是我母亲》、谷禾《坐一辆拖拉机去耶路撒冷》、孔会侠《李佩甫评传》、南飞雁《天蝎》、赵富海《南丁与文学豫军》

## 第二届
2019年颁发
- 获奖：刘庆邦《家长》
- 提名：杨东明《问题男人》、李洱《应物兄》、蒋一谈《原谅你等于原谅了我》、南飞雁《省府前街》、蒋韵《水岸云庐》、王剑冰《南方最后一支马帮》、蓝蓝《花神的梯子》、周瑄璞《日近长安远》

## 第三届
2020年颁发
- 获奖：李佩甫《河洛图》
- 提名：谷禾《北运河书》[2]、侯钰鑫《好大一棵树》、李清源《箜篌引》、梁鸿《四象》、申剑《寸刀》、陈宏伟《陆地行舟》、张生《通向巴塔耶》、冯杰《北中原》、刘庆邦《女工绘》